# Gruppo fondamentale
In topologia, il gruppo fondamentale permette di analizzare la forma di un oggetto e tradurlo in forma algebrica. L'oggetto da analizzare deve essere uno spazio topologico (ad esempio un sottoinsieme del piano, dello spazio, o di un qualsiasi spazio euclideo). Il risultato della traduzione è un gruppo, detto appunto il gruppo fondamentale dello spazio.

## Definizione intuitiva

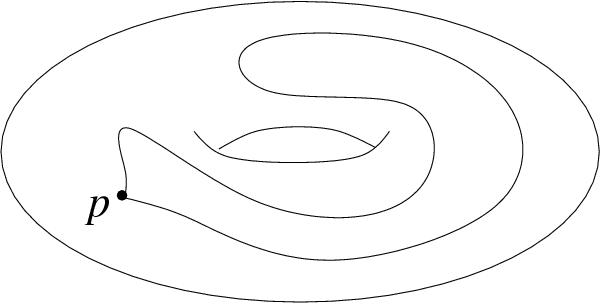
Una curva chiusa (laccio) sul toro.

Prendiamo come esempio il toro: il gruppo fondamentale del toro è un oggetto algebrico che ne cattura la forma, e che quindi codifichi la presenza di un "buco".  Come sempre in topologia, questo oggetto deve dipendere solo dalla forma del toro e non dalla sua particolare posizione e rappresentazione nello spazio. Il gruppo fondamentale è definito usando le curve sul toro (dette lacci) che partono da un punto p e tornano a p. Ad esempio, la curva mostrata a destra.
Questo laccio non cattura però informazioni importanti sulla forma del toro, perché può essere deformato in modo continuo (tramite una omotopia) senza uscire dalla superficie torica, fino a diventare arbitrariamente piccolo. 

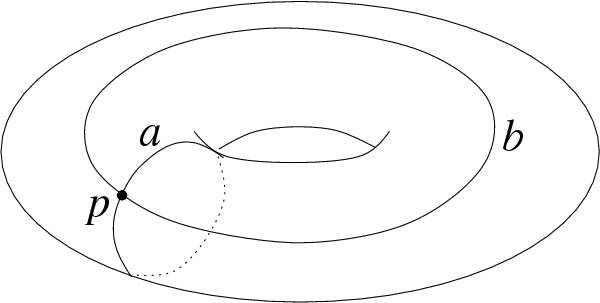
Due lacci importanti sul toro

I due lacci a e b mostrati nella figura a sinistra, invece, sono molto più rappresentativi: proprio a causa del buco centrale, nessuno dei due può essere deformato ad un laccio piccolo senza uscire dalla superficie torica. E inoltre non è possibile ottenere b deformando a. Queste sono proprietà intrinseche del toro: tramite queste considerazioni ci si accorge dell'esistenza di un buco "dall'interno", senza usare lo spazio tridimensionale che lo contiene.

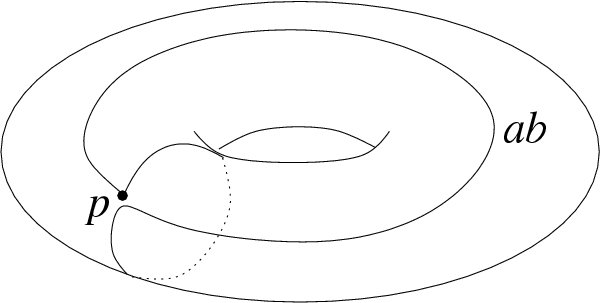
Costruzione di un terzo laccio a partire dai primi due

I due lacci a e b possono essere composti in modo da ottenere un terzo laccio, che prima fa un giro come a e poi ne fa un altro come b. Il nuovo laccio può essere chiamato ab. In questo modo, dando dei nomi ai lacci, considerandoli a meno di deformazioni, e componendoli si ottiene un oggetto basilare dell'algebra: un gruppo. Ad esempio in questo caso si ottiene il gruppo abeliano Z x Z dato da tutte le coppie (x, y) di interi, generato dai lacci a e b che si traducono rispettivamente in (1, 0) e (0, 1).

## Definizione formale

### Lacci (o cappi)

Il concatenamento di due lacci.

Sia {\displaystyle X} uno spazio topologico connesso per archi e {\displaystyle p} un suo punto fissato. Come accennato sopra, un laccio (o cappio) centrato in {\displaystyle p} è una funzione continua
{\displaystyle \gamma :[0,1]\to X}
tale che {\displaystyle \gamma (0)=\gamma (1)=p}. In altre parole, è un circuito o cammino chiuso, cioè un arco che parte e torna in {\displaystyle p}.
Due lacci {\displaystyle \gamma } e {\displaystyle \lambda }, entrambi centrati in {\displaystyle p}, possono essere concatenati: il laccio 
{\displaystyle \gamma *\lambda :[0,1]\to X\,\!}
gira prima lungo {\displaystyle \gamma } e quindi lungo {\displaystyle \lambda }, ciascuno a velocità doppia. In altre parole:
{\displaystyle \gamma *\lambda (t)=\left\{{\begin{matrix}\gamma (2t),&{\mbox{se }}t\in [0,1/2]\\\lambda (2t-1),&{\mbox{se }}t\in [1/2,1]\end{matrix}}\right.}
Scopo di questa costruzione è ottenere un gruppo, i cui elementi sono i lacci e la cui operazione è data dal concatenamento. Con queste definizioni però nessuno degli assiomi necessari è soddisfatto! Ad esempio, non è valida neppure la proprietà associativa: infatti i lacci 
{\displaystyle (\gamma *\lambda )*\mu ,\quad \gamma *(\lambda *\mu )}
fanno gli stessi percorsi ma con velocità differenti e sono quindi lacci distinti: la prima gira lungo {\displaystyle \gamma } in un tempo 1/4, mentre la seconda gira lungo {\displaystyle \gamma } in un tempo 1/2. Possono però essere considerati lo stesso laccio a meno di omotopia.

### Omotopia

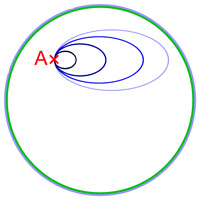
Una omotopia fra lacci, tutti con punto base.

Una omotopia è una mappa continua dal quadrato nello spazio topologico. In una omotopia fra lacci si assume che le pareti laterali sinistra e destra del quadrato vadano tutte nello stesso punto base.

La definizione di laccio appare troppo "rigida": per ovviare a questo problema si considerano i lacci a meno di deformazioni, cioè di omotopie. Una omotopia fra due lacci {\displaystyle \gamma } e {\displaystyle \lambda } è una funzione continua
{\displaystyle F:[0,1]\times [0,1]\to X}
che trasforma {\displaystyle \gamma } in {\displaystyle \lambda } tramite lacci centrati in {\displaystyle p}. In altre parole, valgono le relazioni 
{\displaystyle F(t,0)=\gamma (t),\,F(t,1)=\lambda (t)\,\forall t}
e inoltre
{\displaystyle F(0,s)=F(1,s)=p\,\forall s}
Due lacci sono equivalenti se esiste una omotopia che li collega. In questo modo si ottiene una relazione d'equivalenza, e quindi un insieme quoziente (dato appunto dalle classi di equivalenza) che viene normalmente indicato con 
{\displaystyle \pi (X,p)}
La classe di equivalenza di un laccio {\displaystyle \gamma } è indicata con {\displaystyle [\gamma ]}, ed è quindi un elemento di {\displaystyle \pi (X,p)}. Questo insieme, dotato dell'operazione di concatenamento, risulta effettivamente essere un gruppo, chiamato gruppo fondamentale.

Una omotopia fra lacci può essere descritta anche in questo modo. Ogni laccio può essere visto come funzione continua dalla circonferenza in. L'omotopia può quindi essere vista come mappa continua da un cilindro in.

Più dettagliatamente, valgono i fatti seguenti:
1. vale l'uguaglianza {\displaystyle [\gamma *\lambda ]=[\gamma ]*[\lambda ]} che garantisce che l'operazione di composizione sia ben definita al quoziente;
2. esiste un elemento neutro, dato dal laccio banale, ovvero la funzione costante {\displaystyle \gamma (t)=p};
3. ogni elemento {\displaystyle \gamma } ha un inverso {\displaystyle \gamma ^{-1}}: è lo stesso laccio percorso in senso inverso, cioè
{\displaystyle \gamma ^{-1}(t)=\gamma (1-t);}
4. vale la proprietà associativa.

Il gruppo fondamentale di uno spazio topologico non è necessariamente abeliano.

## Esempi

### Spazi semplicemente connessi
Uno spazio topologico con gruppo fondamentale banale (cioè avente un solo elemento) si dice semplicemente connesso. Gli spazi topologici semplicemente connessi hanno un ruolo fondamentale in geometria.
La palla {\displaystyle n}-dimensionale (e quindi in particolare l'intervallo) è semplicemente connessa. In generale ogni spazio contraibile, cioè omotopicamente equivalente ad un punto, è semplicemente connesso. Quindi un qualsiasi insieme convesso dello spazio euclideo è semplicemente connesso. Anche la retta e il piano sono semplicemente connessi. 

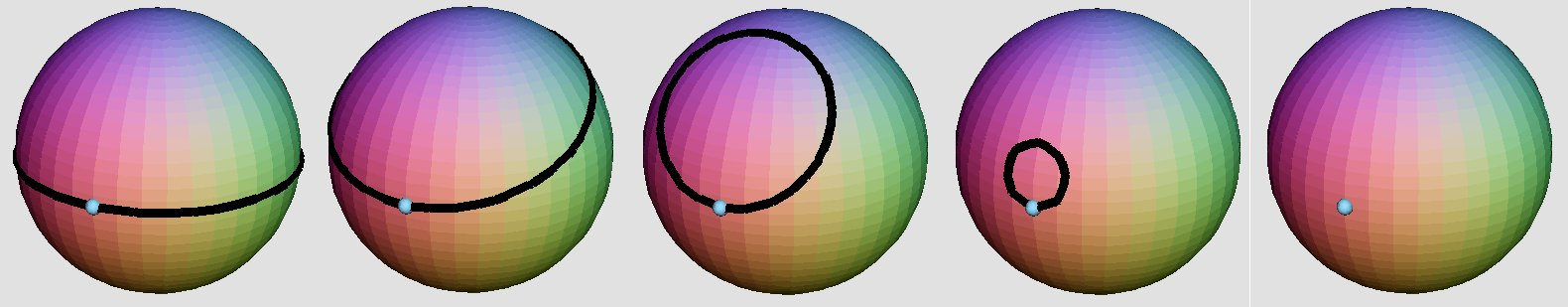
La superficie sferica è semplicemente connessa. Ogni laccio è infatti omotopo al laccio banale, cioè costante.

La sfera {\displaystyle n}-dimensionale con n maggiore o uguale a due è semplicemente connessa, benché non sia contraibile.

### Circonferenza
Lo spazio topologico più semplice non semplicemente connesso è la circonferenza, indicata con il simbolo {\displaystyle S^{1}}. Il suo gruppo fondamentale è isomorfo al gruppo additivo dei numeri interi {\displaystyle \mathbb {Z} }: il numero intero associato ad un laccio di {\displaystyle S^{1}} è il numero di volte che questo "gira" intorno ad essa. 
Il seguente esempio illustra un'applicazione del gruppo fondamentale: pensiamo di partire per un viaggio da un punto della terra e fare un certo percorso intorno ad essa fino a ritornare al punto di partenza. Supponiamo di viaggiare abbastanza più lentamente del sole e di non andare oltre i circoli polari. In questo viaggio supponiamo di vedere il sole sorgere e tramontare 57 volte, mentre sappiamo dal nostro orologio che sono passati 51 giorni soltanto. Da dove arrivano questi 6 giorni in più? Ebbene, la terra senza le calotte polari ha lo stesso gruppo fondamentale di {\displaystyle S^{1}} e il nostro percorso, secondo l'isomorfismo con i numeri interi citato sopra, è associato al numero -6; con qualunque altro percorso omotopo (sempre togliendo le calotte polari) avremmo ottenuto lo stesso risultato. Questo perché a ogni giro intorno alla terra corrisponde un'alba e un tramonto in più o in meno; dunque per contare i giri intorno alla terra basta fare la differenza tra questi e i giorni effettivi.

## Proprietà

### Dipendenza dal punto base
Il gruppo fondamentale {\displaystyle \pi (X,p)} di uno spazio topologico {\displaystyle X} connesso per archi non dipende dal punto base {\displaystyle p} scelto. Per questo motivo il punto base spesso viene omesso, e si parla di gruppo fondamentale dello spazio {\displaystyle X} , indicato con
{\displaystyle \pi (X).}
Più precisamente, se {\displaystyle q} è un altro punto, esiste un isomorfismo
{\displaystyle \Psi :\pi (X,p)\to \pi (X,q).\,\!}
La funzione {\displaystyle \Psi } è costruita a partire da un arco {\displaystyle \alpha } che collega {\displaystyle p} e {\displaystyle q}. L'isomorfismo dipende dalla scelta dell'arco {\displaystyle \alpha } e quindi non è canonico: per questo motivo in alcuni contesti la scelta del punto base è comunque essenziale.

### Proprietà funtoriali
Ogni funzione continua
{\displaystyle f:X\to Y}
fra spazi topologici tale che {\displaystyle f(p)=q} induce un omomorfismo
{\displaystyle f_{*}:\pi (X,p)\to \pi (Y,q)}
tra i corrispettivi gruppi fondamentali. Il gruppo fondamentale trasforma quindi oggetti e mappe topologiche in oggetti e mappe algebriche. Usando il linguaggio della teoria delle categorie, si dice che {\displaystyle \pi } è un funtore covariante dalla categoria degli spazi topologici puntati (cioè con punto base) in quella dei gruppi.
In particolare, se {\displaystyle f} è un omeomorfismo la funzione indotta a livello di gruppi è un isomorfismo di gruppi. Quindi spazi topologici omeomorfi hanno gruppi fondamentali isomorfi.

### Equivalenza omotopica
Due spazi topologici omotopicamente equivalenti hanno gruppi fondamentali isomorfi. Questo vuol dire che il gruppo fondamentale è una quantità che non distingue (non "vede") l'omotopia. In generale, due funzioni 
{\displaystyle f,g:X\to Y}
tali che {\displaystyle f(p)=g(p)=q} omotope (tramite una omotopia relativa a {\displaystyle p}, cioè in cui ogni livello della deformazione manda {\displaystyle p} in {\displaystyle q}) inducono gli stessi omomorfismi 
{\displaystyle f_{*}=g_{*}:\pi (X,p)\to \pi (Y,q).}

### Spazi prodotto
Il gruppo fondamentale del prodotto {\displaystyle X\times Y} di due spazi topologici {\displaystyle X} e {\displaystyle Y} è il prodotto diretto dei gruppi dei due spazi. In altre parole:
{\displaystyle \pi (X\times Y)=\pi (X)\times \pi (Y).}
Poiché il toro è omeomorfo al prodotto di due circonferenze
{\displaystyle T=S^{1}\times S^{1}}
il suo gruppo fondamentale è {\displaystyle \mathbb {Z} \times \mathbb {Z} }.

## Applicazioni

### Integrazione di funzioni olomorfe
Lo studio del gruppo fondamentale ha applicazioni in analisi complessa; in particolare, data una funzione olomorfa
{\displaystyle f:D\to \mathbb {C} ,}
l'integrale di {\displaystyle f} lungo una curva si conserva per omotopia, ed è possibile vedere questo integrale come un omomorfismo di gruppi 
{\displaystyle \phi :\pi (D)\to \mathbb {C} .}
Se {\displaystyle f} è una funzione meromorfa su un dominio semplicemente connesso, l'immagine di {\displaystyle \phi } è generata dai residui della {\displaystyle f} nei suoi poli moltiplicati per {\displaystyle 2\pi i}.

## Strumenti

### Teorema di Van Kampen

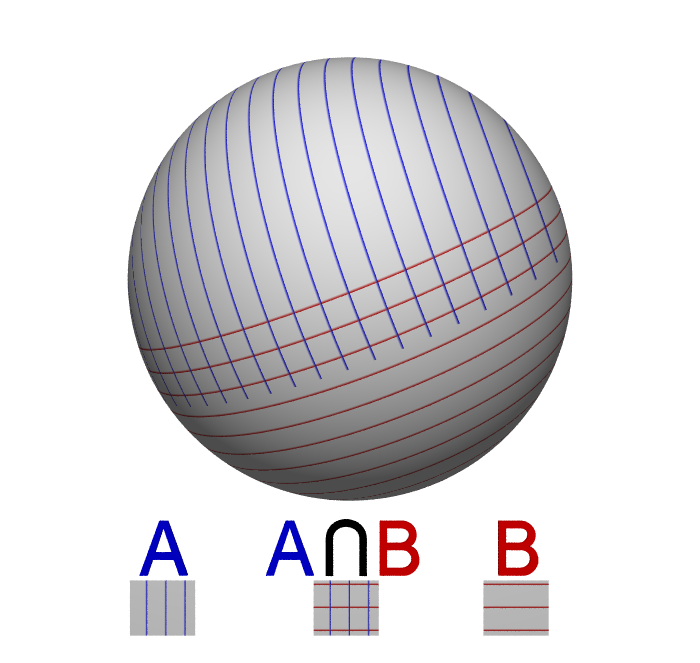
La sfera è semplicemente connessa perché si decompone in due calotte aperte e semplicemente connesse (sono entrambe omeomorfe a). Questa è una applicazione del teorema di Van Kampen.

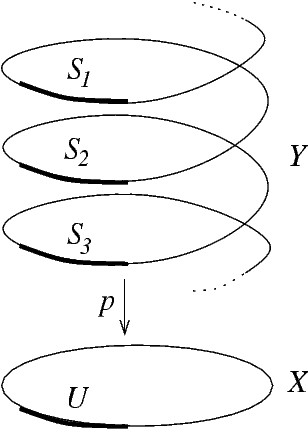
Un rivestimento.

Il teorema di Van Kampen permette di calcolare il gruppo fondamentale di uno spazio topologico {\displaystyle X} a partire dai gruppi fondamentali di alcuni suoi "pezzi". Più precisamente, se {\displaystyle X} è ricoperto da due aperti
{\displaystyle X=A\cup B}
con {\displaystyle A,B} e {\displaystyle A\cap B} tutti connessi per archi, il gruppo fondamentale di {\displaystyle X} è il prodotto amalgamato dei gruppi di {\displaystyle A} e {\displaystyle B}, amalgamati sul gruppo fondamentale dell'intersezione.
In particolare, se {\displaystyle A} e {\displaystyle B} sono semplicemente connessi, allora lo è anche {\displaystyle X}. In questo modo si dimostra ad esempio che le sfere {\displaystyle S^{n}} di dimensione {\displaystyle n>1} sono tutte semplicemente connesse.

### Rivestimenti
La nozione topologica di rivestimento è strettamente collegata a quella di gruppo fondamentale. Un rivestimento è una funzione
{\displaystyle p:Y\to X}
fra spazi topologici (connessi per archi) simile ad un omeomorfismo, ma non necessariamente iniettiva. La correlazione con il gruppo fondamentale sta nel fatto che i rivestimenti di {\displaystyle X} corrispondono essenzialmente ai sottogruppi di {\displaystyle \pi (X)}. Il rivestimento corrispondente al sottogruppo banale è detto rivestimento universale ed è un oggetto molto importante in topologia.

## Generalizzazioni

### Gruppi di omotopia
La costruzione del gruppo fondamentale di uno spazio topologico {\displaystyle X} può essere variata sostituendo i lacci con sfere di dimensione {\displaystyle k} arbitraria. L'oggetto che ne risulta è sempre un gruppo, detto gruppo di omotopia e indicato con
{\displaystyle \pi _{k}(X).}
Con {\displaystyle k=1} si ottiene il gruppo fondamentale.

## Gruppo dei cammini marginali di un complesso simpliciale
Se X è un complesso simpliciale connesso, un cammino marginale in X si definisce come una catena di vertici connessi mediante i margini in X. Due cammini marginali si dicono "equivalenti al margine" se uno può essere ottenuto dall'altro spostandosi successivamente tra un margine e i due margini opposti di un triangolo in X. Se v è un vertice fisso in X, un  laccio marginale presso v è un cammino marginale che parte e finisce presso v. Il gruppo dei cammini marginali E(X, v) si definisce come l'insieme di classi di equivalenza marginale dei lacci marginali presso v, con il prodotto e l'inverso definiti dalla concatenazione e dall'inversione dei lacci marginali.
Il gruppo dei cammini marginali è naturalmente isomorfo, per π1(|X|, v), al gruppo fondamentale della realizzazione geometrica |X| di X. Poiché dipende soltanto dai 2-scheletri X2 di X (cioè i vertici, i margini e i triangoli di X), i gruppi π1(|X|,v) e π1(|X2|, v) sono isomorfici. 
Il gruppo dei cammini marginali può essere descritto esplicitamente in termini di generatori e relazioni. Se T è un albero ricoprente massimo nell'1-scheletro di X, allora E(X, v) è canonicamente isomorfico rispetto al gruppo con i generatori (i cammini marginali orientati di X che non compaiono in T) e con relazioni (le equivalenze marginali che corrispondono ai triangoli in X). Un risultato simile è valido se T è sostituito da un qualsiasi sottocomplesso semplicemente connesso di X – in particolare contraibile –. Questo dà spesso un modo pratico di calcolare i gruppi fondamentali e può essere usato per mostrare che ogni gruppo finitamente presentato sorge come il gruppo fondamentale di un complesso simpliciale finito. È anche uno dei metodi classici usati per le superfici topologiche, che sono classificate in base ai loro gruppi fondamentali.
Lo spazio universale di rivestimento di un complesso simpliciale connesso finito X può essere descritto direttamente come un complesso simpliciale usando i cammini marginali. I suoi vertici sono coppie (w,γ) dove w è un vertice di X e γ una classe di equivalenza marginale di cammini da v a w. I k-simplessi contenenti (w,γ) corrispondono naturalmente ai k-simplessi contenenti w. Ciascun nuovo vertice u del k-simplesso dà un margine wu e quindi, per concatenazione, un nuovo cammino γu da v a u. i punti (w,γ) e (u, γu) sono i vertici del simplesso "trasportato" nello spazio universale di rivestimento. Il gruppo dei cammini marginali agisce naturalmente per concatenazione, preservando la struttura simpliciale, e lo spazio quoziente è appunto X.
È risaputo che questo metodo può essere usato anche per calcolare il gruppo fondamentale di uno spazio topologico arbitrario. Ciò era senza dubbio noto a Čech e Leray e apparve esplicitamente come un'osservazione in un saggio di Weil (1960); vari altri autori come L. Calabi, W-T. Wu e N. Berikashvili hanno anch'essi pubblicato prove. Nel caso più semplice di uno spazio compatto X con rivestimento aperto finito nel quale tutte le intersezioni finite non vuote degli insiemi aperti nel rivestimento sono contraibili, Il gruppo fondamentale può essere identificato con il gruppo dei cammini marginali del complesso simpliciale corrispondente al nerbo del rivestimento.